# Сестри Хаджиеви
Сестри Хаджиеви – Лидия Хаджиева (25.09.1979) и Венелина Хаджиева (23.09.1982) са едни от малкото изпълнителки на единствения по рода си „Неделински двуглас“. Още от малки наследяват богатството на фолклора от майка си Минка Хаджиева и го изпълняват от невръстно детство.
Едва 6 – 9 годишни започват да пеят по фестивали и да печелят множество дипломи, грамоти и награди. Сред тях са; статуетката „Орфеева лира“ от събор-надпяване „Родопите и космоса“ – гр. Златоград, два златни медала от националния събор „Рожен“, златен медал от Копривщица.
Доказали своя професионализъм, през 2000 г. двете заминават за САЩ на едномесечно турне и там издават и свое CD, за да запазят музиката на своите деди за поколенията.